# Federico Fenu
Federico Fenu (Ascoli Piceno, 3 giugno 1891 – Castellina Marittima, 2 maggio 1918) è stato un militare e dirigibilista italiano, che come tenente del genio aeronautico fu comandante del dirigibile U.5 dnel corso della prima guerra mondiale, dove perse la vita in una azione di pattugliamento e di osservazione marittima.

## Biografia
Di origine sarda, nacque ad Ascoli Piceno, ove era stato temporaneamente destinato il padre, insegnante nelle scuole tecniche, il 3 giugno 1891. Trasferitosi a Roma si iscrisse alla facoltà d'ingegneria, sostenendo brillantemente gli esami universitari fin quasi alla laurea, quando interruppe gli studi per l'insegnamento presso una scuola privata.
Allo scoppio della prima guerra mondiale fu chiamato a prestare servizio militare nel Regio Esercito come artigliere e perse il posto d'insegnante; partì nel novembre 1915, lasciando la moglie presso i propri genitori, nonostante le difficoltà finanziarie di questi ultimi.
Arruolato presso il 36º Reggimento di artiglieria, svolse il primo addestramento alla Spezia. Nel marzo 1916 venne ammesso al corso di allievo ufficiale e destinato alla Scuola di Applicazione di Torino, ove ottenne brillantemente il grado di sottotenente. Ritenuto idoneo per entrare a far parte dei primi reparti dell'Aeronautica Italiana, allora inquadrati nell'arma del genio, fu trasferito presso il deposito aeronautico di Oriolo Romano (novembre 1916); successivamente venne assegnato al battaglione dirigibilisti ed inviato a Venezia per compiere l'addestramento necessario (1917).
Il suo reparto aveva il compito della difesa della città dalle incursioni aeree; le sue prime missioni le svolse a bordo dei Drachen, un aerostato che veniva innalzato all'arrivo del nemico. Finito il corso, fu nominato ufficiale di bordo ed assegnato al dirigibile U.5 (dal nome del progettista Celestino Usuelli). L'aeromobile era del particolare tipo definito come "dirigibile floscio".
Il comandante dell'aeronave era il capitano Domenico Piccoli che riuscì a convincerlo a conseguire il brevetto di Comandante di dirigibile. Il 18 aprile 1918 fu promosso al grado di tenente e il 21 aprile egli assunse il comando dello U.5 in sostituzione di Raffaele Senzadenari.

### La tragedia nei cieli di Castellina Marittima

Immagine dal pannello del Museo Storico dell'Arma del Genio, in onore dei caduti del Dirigibile U.5.

Il 2 maggio 1918, dopo 69 ascensioni, il dirigibile U.5, comandato per la settima volta da lui, in una giornata di massima limpidezza e senza vento, uscì dall'hangar dell'aeroscalo di Pontedera. La missione consisteva nel servizio di osservazione dei sottomarini nemici nel Tirreno e di pattugliamento ai piroscafi della linea Civitavecchia-La Spezia. L'equipaggio era composto anche dai tenenti Enrico Magistris e Luigi Carta Satta appartenenti al Regio Esercito, dal sottocapo telegrafista Michele Rosato e dal sottocapo motorista Tommaso Perrone, entrambi della Regia Marina.
La missione si svolse in maniera del tutto regolare e sulla rotta di ritorno, verso le ore 12,45, il dirigibile navigava sulla Toscana sul cielo di Castellina Marittima; l'equipaggio era tranquillo e stava consumando la colazione. D'un tratto l'aeromobile si spaccò in tre o quattro parti, poi in mille brandelli. La navicella, libera da ogni sostegno, precipitò a terra in località Valdiperga formando una grande buca; in essa furono trovati i corpi dei cinque membri dell'equipaggio, deceduti sul colpo. Alcuni di loro furono rinvenuti ancora con il cibo in bocca, data la rapidità con cui si era svolta la tragedia.
Due giorni dopo si svolsero i funerali dei caduti, alla presenza delle autorità civili, militari e religiose; i feretri dei cinque giovani, coperti dalla bandiera italiana e da una grande quantità di fiori, accompagnati dal suono della banda militare, furono sepolti nel Cimitero della Misericordia di Pontedera. In loro ricordo, sul luogo della catastrofe, è eretto un monumento a spese del Comune. Un apposito pannello li ricorda altresì nel Museo storico dell'Arma del genio in Roma.
La commissione d'inchiesta - cui partecipava anche Umberto Nobile - dopo essersi inizialmente espressa attribuendo la causa del disastro ad un cedimento strutturale dell'aeronave, assegnando la responsabilità al progettista/costruttore Celestino Usuelli, a seguito di una relazione di quest'ultimo, si astenne dall'emettere una conclusione definitiva. Quel tipo di dirigibile (tipo U), tuttavia, non venne più riprodotto in serie.